# Pero hoffmannii
Pero hoffmannii là một loài bướm đêm trong họ Geometridae.